# Souleymane Dembélé
Souleymane Dembélé (sinh ngày 3 tháng 9 năm 1984) là một cầu thủ bóng đá người Mali, hiện tại thi đấu cho Stade Malien.

## Quốc tế
Anh là một phần của U-23 Mali đứng thứ 3 vòng bảng Giải vô địch bóng đá trẻ thế giới 2003, và là một phần của đội tuyển Olympic Mali 2004, dừng bước ở tứ kết, khi đứng đầu bảng A, nhưng thất bại trước Ý ở vòng tiếp theo.
Dembélé được lựa chọn thi đấu tại Cúp bóng đá châu Phi 2008. Anh có màn ra mắt cho đội tuyển quốc gia trong trận đấu vòng loại Giải vô địch bóng đá thế giới 2006 trước Liberia vào ngày 5 tháng 6 năm 2005.